# Abbazia di Malmedy
L'abbazia di Malmedy, detta anche Malmody o Malmünde, fu un'abbazia benedettina fondata a Malmedy, presso Liegi in Belgio. Fondata nel 650 da San Remaclo, venne secolarizzata nel 1796. Fu uno Stato del Sacro Romano Impero.

## Storia
L'abate del monastero di Solignac, Remaclo, chiese al re Sigeberto III la possibilità di fondare una nuova abbazia. Il vescovo concesse poi l'autorizzazione ad unire ai territori dell'abbazia anche quelli dell'abbazia di Stavelot. A livello diocesano, ad ogni modo, Stavelot dipendeva dal vescovo di Liegi e Malmedy dall'arcivescovo di Colonia, il che rendeva il potere dell'abate alquanto relativo sui territori governati, ma anche, a volte, poteva impedire ai vescovi di controllare lo stesso abate, avendo una doppia appartenenza diocesana.
Nel 1020 ne divenne abate san Poppone, che v'introdusse la riforma cluniacense.
Fu l'imperatore Enrico IV nell'XI secolo a unire definitivamente le giurisdizioni di Malmedy e Stavelot, divenendo un principato abbaziale del distretto del Niederrheinisch-Westfälischer Reichskreis. Nel 1795 Malmedy venne conquistata dalle forze rivoluzionarie francesi e nel 1815 passò alla Prussia cui appartenne sino al 1920, quando divenne parte del Belgio.
Nel 1796 l'abbazia cessò ogni attività giurisdizionale e religiosa.
Nel 1921 la sua chiesa abbaziale divenne cattedrale della diocesi di Eupen e Malmedy (staccata dall'arcidiocesi di Colonia) unita e poi annessa alla diocesi di Liegi.

## Abati di Malmedy e Stavelot (637-1794)
- San Remaclo (ca. 637-652)
- Papolino I. (652-ca. 660)
- Sigolino ca. 660-ca. 666
- Godoino ca. 666-ca. 675
- Papolino II ca. 675- ?
- Rabangardo I ca. 710
- Abolino
- Crodmaro
- Amalgero
- Amingero (o Floriberto)
- Anglino (727-746)
- Agilolfo (746-750)
- Alberico (750-779)
- Sigardo (779-791)
- Witando (791-815)
- Absalomo (815-816)
- Ando (816-836)
- Ratoldo (836-840)
- Harondo (840-844)
- Ebbo I (844-845)
- Ebbo II (845-867)
- Hartgaro (867-880)
- Adelardo I (880-890)
- Linfredo (890-898)
- Riccardo (898-905)
- Reginardo di Lotaringia 905–913
- Eberardo (913- ?)
- Giselberto (? -939)
- Corrado I (939-952)
- Odilo 952–954
- Werinfredo (954-986)
- Rabangardo II (986-1008)
- Bertram (1008-1020)
- San Poppone I 1020–1048
- Teodorico (1048-1080)
- Rodolfo (1080-1097)
- Volmar (1097-1105)
- Poppone II de Beaumont (1105-1119)
- Corrado II (1119-1128)
- Giovanni I de Reulant (1128-1130)
- Wibald de Pré (1130-1158)
- Eriebaldo (1158-1193)
- Gerardo I (1193-1209)
- Adelardo II (1209-1222)
- Federico von dem Stein (1222-1244)
- Nicolao (1244-1248)
- Enrico I di Gheldria (1248-1274)
- Giovanni II d'Enghien (1274-1281)
- Egidio di Falkenstein (1281-1307)
- Enrico II di Bolanden (1307-1334)
- Winrico de Pomerio (1334-1343)
- Ugo d'Auvergne (1343-1373)
- Werner de Ockiers (1373-1393)
- Walramio von Schleiden (1393-1410)
- Enrico III de Visé (1410-1417)
- Giovanni III de Guezaine (1417-1438)
- Enrico IV von Merode (1438-1460)
- Caspar Poncin (1460-1499)
- Guglielmo I von Manderscheid-Kayl (1499-1546)
- Christoph von Manderscheid-Kayl (1546-1576)

In unione personale con il Vescovato di Liegi (1576-1650)
- Gerard van Groesbeeck 1576–1580
- Ernesto di Baviera 1581–1612
- Ferdinando di Baviera 1612–1650
- Guglielmo II di Baviera (1650-1657)
- Massimiliano Enrico di Baviera (1657) (anche Vescovo di Liegi)
- Franz I Egon von Fürstenberg (1657-1682)
- Wilhelm III Egon von Fürstenberg (1682-1704)
- Francesco II Giuseppe di Lorena (1704-1715)
- Giovanni IV Ernesto di Löwenstein-Rochefort (1715-1731)
- Nicolas II Massin (1731-1737)
- Deodat Drion (1737-1741)
- Joseph de Nollet-Bourdon (1741-1753)
- Alexandre Delmonte (1753-1766)
- Jacques de Hubin (1766-1786)
- Celestino Thys (1786-1794)